# Tom Paris

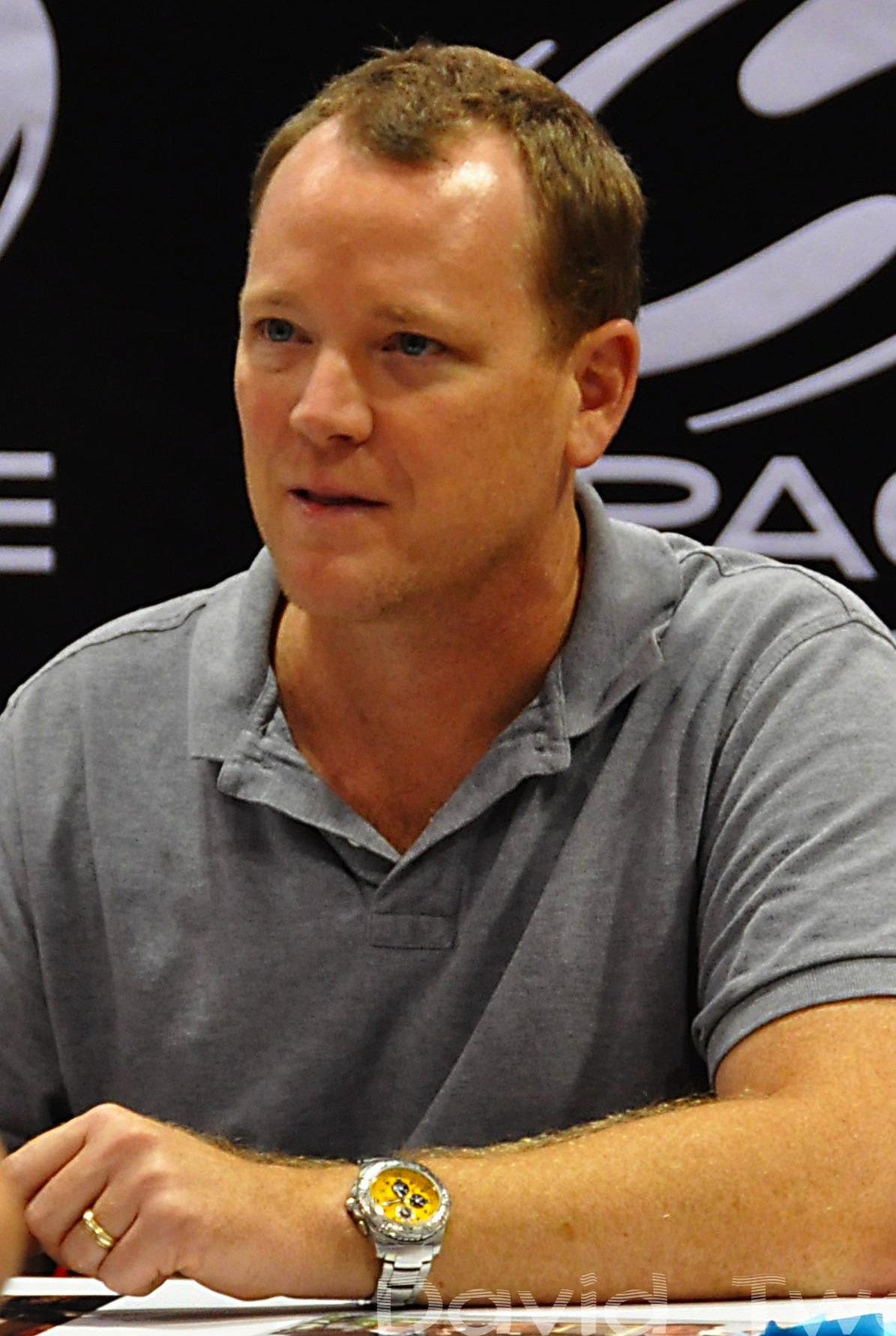
Robert Duncan McNeill

Thomas Eugene Paris, interpretado por Robert Duncan McNeill, es un personaje ficticio de la serie de televisión Star Trek: Voyager (el segundo nombre del personaje "Eugene" es un tributo al creador de la serie Gene Roddenberry.) Paris está asignado como piloto a bordo del USS Voyager.

## Biografía
Thomas Eugene Paris ("Tom Paris") es hijo del almirante Owen Paris, perteneciendo a una familia con una larga e ilustre historia en la Academia Estelar. Asistió a la Academia en algún momento, hacia el año 2360, especializándose en Astrofísica. Destacando como piloto de talento, Paris obtiene un lugar en el escuadrón de honor de la Academia.
Después de su graduación, Tom estrelló una nave que pilotaba cerca de Caldik Primera, falleciendo un oficial de la Flota Estelar. Temiendo perder su cargo, falsificó los registros de vuelo que demostraban que el accidente fue causado por un error del piloto. Su intento de encubrir su error funcionó, pero más adelante abrumado por la culpa y el arrepentimiento, confesó. Fue llevado a una corte marcial y expulsado deshonrosamente de la Flota Estelar, lo que provocó un gran distanciamiento entre Paris y su padre.
Después de su expulsión, Paris dejó San Francisco y se ubicó en Marsella, donde se abandonó a la bebida y al juego de billar en una taberna de puerto llamada Sandrine's. Chakotay, un exoficial de la flota estelar y enrolado maquis, descubrió a Paris en Marsella y lo reclutó como piloto mercenario al servicio de la rebelión maquis contra la Federación Unida de Planetas. En esta aventura no corrió con mejor suerte que en su experiencia en la Flota Estelar, debido a que Paris fue capturado en su primera misión para los maquis.
Juzgado y condenado por ayudar en la rebelión maquis, fue sentenciado a trabajos forzados en la colonia penal de la Federación cerca de Auckland, Nueva Zelanda. Kathryn Janeway, capitana de la nave USS Voyager, obtuvo una preliberación de la colonia penal para Paris. Janeway, es la encargada de perseguir y capturar a la nave maquis comandada por Chakotay, le ofreció la preliberación a cambio de servir como informante en la captura de Chakotay y los maquis.
Janeway y su tripulación en el Voyager lograron localizar a la nave maquis, pero al intentar la captura, ambas naves fueron enviadas al Cuadrante Delta por una onda de energía creada por el alienígena conocido como el Guardián (Capítulo 1 temporada 1, El Guardián). Los supervivientes de ambas naves quedaron varados a 70.000 años luz de la tierra; la nave maquis se perdió en la batalla contra los Kazon por lo que ambas tripulaciones fueron reunidas en la Voyager.
El periplo de la Voyager en el cuadrante Delta ofreció a Paris una nueva oportunidad de vida. Janeway le dio el puesto de teniente junior y le nombró piloto en jefe de la Voyager. Tuvo un inicio de viaje áspero, debido a que tanto la tripulación de la Flota Estelar como los maquis tenían reservas hacia él. Paris hubo de trabajar duro para ganarse el respeto de sus compañeros de viaje; durante este tiempo se convirtió en amigo del cadete Harry Kim, un joven oficial en su primera misión en la Flota, que desafió al resto del equipo al aceptar la amistad del exmercenario. Finalmente, Paris se convirtió en uno de los integrantes más valiosos del equipo de Janeway. 
Las funciones de Paris no se limitaban a pilotar la Voyager. Por orden de Janeway recibió entrenamiento como médico de campaña por parte del Doctor después de que Kes ejerciese este puesto. Después de la partida de Kes (Capítulo 2 cuarta temporada, El Obsequio) Paris empieza a trabajar en turnos regulares en la enfermería.
En algún momento desobedeció órdenes directas de sus superiores, por lo que fue arrestado durante 30 días en el calabozo de la nave y degradado a subteniente. Después de un año de servicio ejemplar fue restituido a su rango.
En su servicio en la Voyager, desarrolló un talento oculto para el diseño de programas holográficos de entretenimiento como holonovelas que fueron disfrutadas por la tripulación. Algunos de sus trabajos más populares fueron una recreación de la taberna marsellesa Sandrine's, un pequeño pueblo irlandés ambientado en el siglo XIX llamado "Fair Haven" y la serie de ciencia ficción de los años 30 de estilo camp Capitán Protón, de la cual él siempre es el personaje principal; esta parece ser un tributo de la serie real de esta misma época King of the Rocket Men del mismo corte. 
Tom Paris tuvo una relación romántica y posterior matrimonio con la teniente B'Elanna Torres, jefe de ingeniería de la Voyager, híbrido humano y klingon, en 2377. Torres dio a luz a la hija de ambos mientras que la 'Voyager' regresó al Cuadrante Alfa y a la Tierra en un conducto trans-warp Borg (Temporada 7, capítulo 26, Fin del juego Segunda Parte).

## Personalidad
Tom Paris parece encarnar la parábola del hijo pródigo, quien a pesar de sus errores siempre podrá encontrar la redención y el perdón, difícil proceso marcado por el resentimiento hacía su padre a quien ve cómo un ejemplo a seguir por demás inalcanzable. Sin embargo esta situación mejora durante la travesía, debido en parte por la fe que le muestra Janeway quién le ofrece la oportunidad de regenarse, y después, su relación con B'Elanna Torres y sus propios logros.
Paris también ha demostrado gran interés por la Cultura pop del siglo XX de la tierra que utiliza continuamente en sus incursiones en la Holocubierta.
Se convierte en el mejor amigo de Harry Kim, a quién continuamente protege por ser ingenuo y novato; convirtiéndose en una suerte de hermano mayor. El único miembro con quien tiene conflictos desde el principio es Chakotay, debido a su historia común con los Maquis. Eventualmente, a lo largo del viaje de siete años a casa, Paris y Chakotay se reconcilian (en parte debido a que Paris consigue ganarse la confianza de Chakotay) convirtiéndose en buenos amigos.
Con una actitud informal y cierta inclinación al cinismo y al desprecio por sí mismo, siempre va en busca de nuevas aventuras, se considera a sí mismo un casanova. sin embargo, su formación moral compensa sus deficiencias. Normalmente intenta ocultar sus emociones a los demás, pero demuestra fácilmente ternura con B'Elanna o gratitud hacía la Captain por la fe puesta en él.

## Trivia
Tom Paris es el primer humano en rebasar la velocidad warp 10 (trans warp), lo que lo lleva a evolucionar genéticamente de forma acelerada (Temporada 2 capítulo 15, El umbral; sin embargo es vuelto a su forma original por el Doctor.
Sus aventuras románticas lo llevan a situaciones por demás exóticas como su romance casi mortal con una nave espacial (Temporada 6 capítulo 3, Alice).
Otro de los talentos ocultos de Paris es el diseño de naves, demostrada en la creación, junto con Torres y Kim del Volador Delta.
Es el miembro de la tripulación con mayor descendencia en la Voyager, además de la hija con B'Elanna, procreó tres crías en su estado evolucionado al viajar en trans-warp con la Capitán Jenaway similares a lagartos (supuesto futuro genético de la raza humana), además de una hija en una línea de tiempo paralela con la ocampa Kes (temporada 3 capítulo 21), esta hija tiene un hijo con Harry lo que convierte a Paris y Kes en abuelos.

## Antecedentes del personaje
El personaje de Tom Paris está basado en Nick Locarno de la serie Star Trek:TNG en el episodio The First Duty, también interpretado por Robert Duncan McNeill, en realidad, la fotografía de Paris que su padre tiene en su escritorio está tomada de una escena de este episodio. Locarno, un carismático y talentoso cadete de la academia, encubre los hechos de la muerte de otro cadete y convence a tres cadetes más de participar en el encubrimiento, entre ellos Wesley Crusher. Crusher finalmente confiesa el encubrimiento después de que Jean-Luc Picard lo convence para decir la verdad. Subsecuentemente, Locarno fue expulsado de la academia por encubrimiento y falsedad de declaración ante el tribunal que investigaba el accidente.
De acuerdo a lo declarado en varias entrevistas por los productores, primero pensaron en utilizar el personaje de Locarno en Star Trek: Voyager, pero decidieron que Locarno, quien nunca mostró arrepentimiento, por lo que no era factible en la nueva serie. 'Tom Paris' tenía el mismo origen, sin embargo, él si tenía un deseo de reformarse, a diferencia de Nick Locarno. (El Actor Robert Duncan McNeill, cuestionado por separado sobre la dualidad Locarno/Paris, sugirió que en realidad el estudio nunca quiso pagar regalías a los escritores de "The First Duty." Ronald Moore y Naren Shankar.
El personaje Tom Paris tiene dos posibles orígenes. El original y único reconocido en la serie, que lo ubica como un oficial expulsado de la flota por tratar de encubrir su error en que provoca un accidente y la muerte de otros tres oficiales de la flota, cerca de Caldik Primero. Y un segundo origen descrito en la novela publicada, Pathways, del productor de Voyager Jeri Taylor propone una historia más similar a la descrita en "The First Duty" ubicando el accidente a la época de la academia de Paris haciendo a sus compañeros víctimas de su temeridad.